# Sweet (Familienname)
Sweet ist ein ursprünglich angelsächsischer Familienname.

## Herkunft und Bedeutung
Sweet ist ein Übername, der auf das altenglische swete (deutsch: süß oder sanft) zurückgeht; er bezeichnete also eine süße oder sanftmütige Person.

## Namensträger
- Anni B Sweet (Ana López Rodríguez; * 1987), spanische Sängerin und Songwriterin
- Blanche Sweet (1896–1986), US-amerikanische Schauspielerin
- Burton E. Sweet (1867–1957), US-amerikanischer Politiker
- Charles Lacy Sweet (1861–1892), englischer Tennisspieler
- Corey Sweet (* 1976), australischer Radrennfahrer
- Darrell Sweet (1947–1999), britischer Schlagzeuger, Mitglied von Nazareth (Band)
- Darrell K. Sweet (1934–2011), US-amerikanischer Illustrator
- Dave Sweet († 2015), US-amerikanischer Surfbrettkonstrukteur
- Dolph Sweet (1920–1985), US-amerikanischer Schauspieler
- Edwin F. Sweet (1847–1935), US-amerikanischer Politiker
- Emily Sweet, US-amerikanische Schauspielerin
- Ernest Bickham Sweet-Escott (1857–1941), britischer Kolonialgouverneur
- Gary Sweet (* 1957), australischer Schauspieler
- Georgina Sweet (1875–1946), australische Zoologin und Parasitologin an der Universität Melbourne
- Henry Sweet (1845–1912), britischer Philologe und Linguist
- Herman Royden Sweet (1909–1992), Botaniker
- James H. Sweet, US-amerikanischer Historiker
- Jay Sweet (* 1975). australischer Radrennfahrer
- John Hyde Sweet (1880–1964), US-amerikanischer Politiker
- Jonathan Sweet (* 1973), australischer Freestyle-Skier
- Julie Sweet (* 1967), amerikanische Juristin und Unternehmerin
- Kennith Sweet, US-amerikanischer Basketballspieler
- Kyle Sweet (* 1996), US-amerikanischer American-Football-Spieler
- Leonard Sweet (* 1947), US-amerikanischer Pastor, Theologe und Kirchenhistoriker
- Matthew Sweet (* 1964), US-amerikanischer Musiker
- Ossian Sweet (1895–1960), US-amerikanischer Arzt
- Peter Alan Sweet (1921–2005), britischer Astrophysiker
- Rachel Sweet (* 1962), US-amerikanische Schauspielerin, Sängerin, Fernsehproduzentin und Autorin
- Robert Sweet (1783–1835), britischer Botaniker
- Shane Sweet (* 1986), US-amerikanischer Schauspieler
- Sharon Sweet (* 1951), US-amerikanische Opernsängerin
- Thaddeus C. Sweet (1872–1928), US-amerikanischer Politiker
- Waldo E. Sweet (1912–1992), US-amerikanischer Klassischer Philologe
- Walter Sweet, Pseudonym von Walter Süß (Journalist) (1905–1940), österreichischer Journalist
- Walter C. Sweet (1927–2015), US-amerikanischer Paläontologe
- William Sweet (Philosoph) (* 1955), Kanadischer Philosoph
- William Ellery Sweet (1869–1942), US-amerikanischer Politiker
- William Herbert Sweet (1910–2001), US-amerikanischer Neurochirurg
- Willis Sweet (1856–1925), US-amerikanischer Politiker